# Extended System Configuration Data
Extended System Configuration Data („Rozšířená data pro konfiguraci systému“) jsou součástí nevolatilní (stálé) paměti BIOSu (obvykle ve flash paměti) na desce z osobního počítače, kde jsou uloženy informace o ISA PnP zařízení. Je to používané BIOSem k alokaci (rozmístění) zdrojů pro zařízení, jako jsou rozšiřující karty.
BIOS také aktualizuje ESCD pokaždé když v hardware dojde ke změně konfigurace, po rozhodnutí o tom, jak přerozdělí zdroje, jako je IRQ a rozsahu mapování paměti. Po aktualizaci ESCD, rozhodnutí nemusí být znovu provedeno, což následně vede k rychlejšímu startu bez konfliktů až do příští změny konfigurace hardwaru.
ISA Configuration Utility (ICU) slouží k aktualizaci ESCD přes rozhraní Plug and Play BIOSu. V operačním systému Microsoft Windows je příkladem nástroj Správce zařízení.